# Barry James
Barry James, all'anagrafe Barry James Tolentino Cruz (...), è un attore inglese, noto soprattutto per la sua attività teatrale.

## Biografia
Ha studiato recitazione alla Guildford School of Acting e ha recitato nella compagnia teatrale di Guildford, l'Yvonne Arnaud Theatre Company, per due anni prima di unirsi alla compagnia del Royal National Theatre (NT). Qui rimase per oltre sei anni e recitò in numerose produzioni di successo, tra cui Il mercante di Venezia con Laurence Olivier, A Woman Killed with Kindness e Rosencrantz e Guildenstern sono morti. Negli anni ottanta e novanta è tornato a recitare saltuariamente nelle produzioni del National Theatre; tra le sue apparizioni più recenti al NT si ricordano The Rivals, Love for Love, L'opera da tre soldi con Tim Curry (1986), L'orologio americano e Sweeney Todd con Julia McKenzie (1993; candidato al Laurence Olivier Award alla miglior performance in un ruolo non protagonista in un musical).
Ha recitato anche in musical di successo nel West End londinese, tra cui Billy (1974), Windy City (1982), la prima produzione inglese de La piccola bottega degli orrori (1983), Falsettos (1987), Grand Hotel (1988), She Loves Me (1994; candidato al Laurence Olivier Award alla miglior performance in un ruolo non protagonista in un musical), Oliver! (1994), Carousel in concerto con Mandy Patinkin e Janie Dee (1995), Les Misérables (1995-1997), la prima produzione inglese di La bella e la bestia (1997; ha preso parte anche al tour britannico del 2001), un nuovo allestimento della Piccola bottega degli orrori con Sheridan Smith (2006-2007), Cabaret (2007), Il fantasma dell'Opera (2010-2013) e Charlie e la fabbrica di cioccolato (2014). Ha recitato anche in produzioni regionali di alto profilo, tra cui il revival del musical Into the Woods in scena a Manchester nel 1993 con Ann Emery e Caroline O'Connor.

## Filmografia parziale

### Televisione
- Il mercante di Venezia (The Merchant of Venice), regia di John Sichel – film TV (1973)